# Josh Miller (scénariste)
Ne doit pas être confondu avec Josh Miller.
 Josh Miller est un scénariste, réalisateur, acteur et écrivain américain né le 23 septembre 1978 à Minneapolis. Il travaille fréquemment avec le scénariste Patrick Casey. Il est principalement connu dans son pays natal pour être le créateur de la série d'animation Golan the Insatiable diffusée sur Fox en 2013 ainsi que comme scénariste du film Sonic, le film et de sa suite,. Il a également publié plusieurs ouvrages parfois sous le pseudonyme de Worm Miller.

## Biographie
Il réalise notamment la comédie horrifique Hey, Stop Stabbing Me! sortie en 2003. Il coécrit à nouveau le script avec Patrick Casey qui tient le rôle principal.

## Filmographie
Sauf indication contraire, les informations mentionnées dans cette section peuvent être confirmées par la base de données cinématographiques IMDb,  présente dans la section « Liens externes ».

### Scénariste
- 2000 : The Movie from the Future de lui-même
- 2003 : Drôle de campus (National Lampoon Presents Dorm Daze) de David et Scott Hillenbrand
- 2003 : Hey, Stop Stabbing Me! de lui-même
- 2004 : Gamebox 1.0 de David et Scott Hillenbrand
- 2006 : National Lampoon's Dorm Daze 2 de David et Scott Hillenbrand
- 2009 : Transylmania de David et Scott Hillenbrand
- 2013 : Shotgun Wedding de Danny Roew
- 2013 : Sledgehammers at Dawn de lui-même
- 2013 : Bad Samaritans (série TV) - 3 épisodes
- 2013-2015 : Golan the Insatiable (série TV d'animation) - 12 épisodes (créateur de la série)
- 2016 : Les 12 jours sanglants de Noël ( 12 Deadly Days) (web-série) - 4 épisodes
- 2019 : Into the Dark (série TV) - 1 épisode
- 2020 : Sonic, le film (Sonic the Hedgehog) de Jeff Fowler
- 2022 : Sonic 2, le film (Sonic the Hedgehog 2) de Jeff Fowler
- 2022 : Yakuza de Chase Conley
- 2022 : Violent Night de Tommy Wirkola

### Réalisateur
- 2000 : The Movie from the Future
- 2003 : Hey, Stop Stabbing Me!
- 2013 : Sledgehammers at Dawn de lui-même
- 2016 : Les 12 jours sanglants de Noël ( 12 Deadly Days) (web-série) - 1 épisode

### Autres
- 2013 : Shotgun Wedding de Danny Roew (réalisateur de la seconde équipe)
- 2013 : Sledgehammers at Dawn de lui-même (monteur)
- 2017 : Powerless (série TV) (consultant)